# Pavel Procházka (novinář)
Pavel Procházka (1959–2023) byl český sportovní žurnalista a publicista. Přestože se v mládí věnoval basketbalu, ve svém profesním životě se zaměřil především na fotbal.

## Život
V letech 1974 až 1978 studoval pražské gymnázium Na Vítězné pláni. Poté pokračoval na Univerzitě Karlově, kde v letech 1978 až 1982 navštěvoval Fakultu žurnalistiky. Posléze, v roce 1984, složil na Fakultě tělesné výchovy a sportu Univerzity Karlovy (FTVS UK) rigorózní zkoušku a získal akademický titul doktor filozofie (PhDr.). Poté ještě v letech 1985 až 1986 absolvoval v téže instituci roční odborný kurz.

## Profesní činnost
V roce 1983 nastoupil do redakce Československého sportu a působil v něm i jeho nástupci, deníku Sport, až do roku 2006. Nejprve byl redaktorem a poté se v roce 1997 stal jeho šéfredaktorem. Od roku 2010 zastával pozici šéfredaktora fotbalového časopisu Hattrick a rovněž byl činný ve sportovní redakci Deníku N. Věnoval se vztahům v zákulisí fotbalového prostředí. V letech 2004 a 2005 se s kolegou novinářem Luďkem Mádlem spolupodílel na rozkrytí korupční aféry kolem fotbalového manažera Ivana Horníka. Později patřil mezi autory dokumentu Výzva 2021, v níž apeloval na funkcionáře Romana Berbra, tehdejšího místopředsedy Fotbalové asociace České republiky (FAČR), k odchodu z této instituce.